# Jérôme Delbove
Jérôme Delbove (* 11. November 1974 in Troyes) ist ein ehemaliger französischer Radrennfahrer.

## Karriere
Als Jugendfahrer konnte Delbove erstmals 1990 auf sich aufmerksam machen, als er hinter Benoît Salmon Zweiter der französischen Meisterschaft wurde. Bereits als 17-Jähriger startete er daraufhin in der Amateur-Klasse, wo er sich als ein erfolgreicher Fahrer etablieren konnte. 1992 wurde er Zweiter bei der Nachwuchsversion von Paris–Roubaix. Zwei Jahre darauf konnte er das Eintagesrennen Tour de la Somme für sich entscheiden. Der Sieg beim Rennen Annemasse–Bellegarde et Retour und ein dritter Rang bei Paris–Auxerre sorgten 1997 schließlich dafür, dass er zur Saison 1998 als 23-Jähriger seinen ersten Profivertrag bei Cofidis unterzeichnen konnte.
In Delboves zwei Jahren bei Cofidis konnte der junge Franzose allerdings kaum erwähnenswerte Resultate herausfahren. Einen Erfolg verpasste er knapp als Etappenzweiter auf dem vierten Tagesabschnitt der Vuelta a Aragón in Spanien im April 1999. In seiner Zeit bei der französischen Mannschaft nahm er aber auch an bedeutenden Rennen wie Paris–Tours oder der Tour de Romandie teil. Nachdem sein Zwei-Jahres-Vertrag von Cofidis nicht verlängert worden war, wechselte Delbove zur Saison 2000 zum neugegründeten Schweizer Rennstall Phonak Hearing Systems. Hier bestritt er unter anderem die Tour de Langkawi im Februar, später auch die Tour de Romandie, die Deutschland Tour und die Tour de Suisse. Ohne einen einzigen Platz unter den besten Zehn eines Rennens herausgefahren zu haben, beendete er Ende 2000 seine Laufbahn als Berufsradfahrer.

## Erfolge
1994
- Tour de la Somme

1997
- Annemasse-Bellegarde et Retour